# Aserbaidschanische Kommunistische Partei
Die Aserbaidschanische Kommunistische Partei (aserbaidschanisch Azərbaycan Kommunist Partiyası, auch AKP als Abkürzung verwendet) ist eine kommunistische Partei in der Republik Aserbaidschan. 
Sie wurde im Jahr 1993 gegründet und hat zurzeit etwa 60.000 Mitglieder. Die Partei besitzt eine eigene Zeitung, die Azərbaycan Həqiqəti (Wahrheit Aserbaidschans). Vorsitzender ist derzeit Hadschi Hadschijew.

## Ideologische Ausrichtung
Die Aserbaidschanische Kommunistische Partei ist nicht die Nachfolgepartei der Kommunistischen Partei der Aserbaidschanischen SSR (dessen Nachfolgepartei ist die Partei Neues Aserbaidschan). Sie betrachtet sich allerdings, obwohl sich einige Splitterparteien von ihr abgespalten haben, als die einzig wahre Kommunistische Partei in Aserbaidschan. 
Sie kritisiert die Kaukasuspolitik der USA und unterhält enge Beziehungen zur Kommunistischen Partei der Russischen Föderation. Des Weiteren sympathisiert sie mit der Kommunistischen Partei Griechenlands und bekennt sich zudem zu solidarischen Beziehungen zu den Regierungen in Kuba und Palästina. Dies war einige Jahre auch der Fall für die Republik Moldau, in der die Partei der Kommunisten der Republik Moldau von 2001 bis 2009 die Regierung stellte.

## Wahlen
Die Partei hat im politischen System Aserbaidschans, ähnlich wie die Aserbaidschanische Hoffnungspartei, eine eher untergeordnete Bedeutung.
Bei den Parlamentswahlen in Aserbaidschan am 5. November 2000 bis zum 7. Januar 2001 gewann die Partei 6,3 % der Stimmen und damit 2 der 125 Sitze im Parlament. Bei dem aserbaidschanischen Kommunalwahlen am 17. Dezember 2004 siegten etwa 128 Kandidaten der Partei und wurden zu Bürgermeistern. Bei den Parlamentswahlen am 5. November 2005 erhielt die Partei keine Sitze im aserbaidschanischen Parlament.
Die Partei unterstützte den derzeitigen Präsidenten İlham Əliyev bei der Präsidentschaftswahl in Aserbaidschan 2008. Sie ist Mitglied der Union der Kommunistischen Parteien – Kommunistische Partei der Sowjetunion.

## Belege
1. ↑  auf kprf.ru: Beziehungen der AKP zur KPRF
2. ↑  auf kke.gr: Beziehungen der AKP zur KKE (Memento des Originals vom 28. September 2007 im Internet Archive)  Info: Der Archivlink wurde automatisch eingesetzt und noch nicht geprüft. Bitte prüfe Original- und Archivlink gemäß Anleitung und entferne dann diesen Hinweis.
3. ↑  auf today.az: Präsidentschaftswahlen 2008 in Aserbaidschan